# Liratilia compta
Liratilia compta är en snäckart som beskrevs av Powell 1930. Liratilia compta ingår i släktet Liratilia och familjen Columbellidae. Inga underarter finns listade i Catalogue of Life.